# Тучкі
Тучкі (пол. Tuczki) — село в Польщі, у гміні Рибно Дзялдовського повіту Вармінсько-Мазурського воєводства.
Населення — 415 осіб (2011).
У 1975-1998 роках село належало до Цехановського воєводства.

## Демографія
Демографічна структура станом на 31 березня 2011 року:
|          | Загалом | Допрацездатний вік | Працездатний вік | Постпрацездатний вік |
| -------- | ------- | ------------------ | ---------------- | -------------------- |
| Чоловіки | 222     | 44                 | 161              | 17                   |
| Жінки    | 193     | 32                 | 130              | 31                   |
| Разом    | 415     | 76                 | 291              | 48                   |